# Erythrosquilloidea
Erythrosquilloidea is een superfamilie van kreeftachtigen uit de klasse van de Malacostraca (Hogere kreeftachtigen).

## Familie
- Erythrosquillidae Manning & Bruce, 1984